# Тернава Вижняя
Терна́ва Ви́жняя (Тернава/Тарнава Верхняя) — историческое село, существовавшее до 1946 года на берегах Сана. Одна часть территории села в настоящее время находится в Самборском районе нынешней Львовской области Украины, другая — в гмине Лютовиска Бещадского повята Подкарпатского воеводства Польши. Население в 1938 году составляло 765 жителей.

## История
Тернава Вижняя была основана над рекой Сан в 1537 году на основании привилегии, предоставленной краковским воеводой Петром Кмита священнику Василию Ильницкому. В налоговом реестре от 1655 года упоминается церковь. Следующий деревянный храм был построен в 1746 году, около которого в 1889 году была возведена церковь Св.апостолов Петра и Павла, разобранная в свою очередь после второй мировой войны. До настоящего времени сохранились следы местоположения церкви. Возле села в начале 1915 года проходили кровавые бои первой мировой войны. На левом берегу Сана было расположено предприятие, на котором из древесины бука, которая перевозилась узкоколейкой, изготавливали элементы мебели, которые экспортировались во Францию, Бельгии и Голландию. В 1931 году в Тарнаве Вижней проживало 813 человек. Здесь в 1930 году была читальня «Просвещения». Село, население которого по состоянию на 1938 составляло 765 человек, было выселено в течение 1939—1946 гг. Сейчас на территории бывшего села есть девять усадеб, в которых проживает 30 человек.